# Savignac-sur-Leyze
Savignac-sur-Leyze ist eine französische Gemeinde mit 317 Einwohnern (Stand 1. Januar 2022) im Département Lot-et-Garonne in der Region Nouvelle-Aquitaine (vor 2016: Aquitanien). Sie gehört zum Arrondissement Villeneuve-sur-Lot und zum Kanton Le Haut Agenais Périgord.

## Geographie
Die Gemeinde Savignac-sur-Leyze liegt neun Kilometer nordöstlich von Villeneuve-sur-Lot in dessen Einzugsbereich (Aire urbaine) in der historischen Provinz Agenais.
Umgeben wird Savignac-sur-Leyze von den fünf Nachbargemeinden:
|                 | Monflanquin                                 | Lacaussade  |
| Penne-d’Agenais | Kompassrose, die auf Nachbargemeinden zeigt | Cazideroque |
|                 | Villeneuve-sur-Lot                          |             |

## Einwohnerentwicklung
Nach Beginn der Aufzeichnungen fiel die Einwohnerzahl bis zur Mitte des 19. Jahrhunderts auf einen Stand von rund 600. In der Folgezeit sank die Größe der Gemeinde bei kurzen Erholungsphasen bis zu den 1960er Jahren auf rund 250 Einwohner, bevor nach einer Phase des Rückgangs die Einwohnerzahl wieder stieg.
| Jahr                       | 1962 | 1968 | 1975 | 1982 | 1990 | 1999 | 2006 | 2012 | 2022 |
| -------------------------- | ---- | ---- | ---- | ---- | ---- | ---- | ---- | ---- | ---- |
| Einwohner                  | 257  | 232  | 233  | 223  | 273  | 273  | 268  | 312  | 317  |
| Quellen: Cassini und INSEE |      |      |      |      |      |      |      |      |      |

## Sehenswürdigkeiten
- Kirche Saint-Jean-Baptiste, Monument historique
- Kirche Saint-Sernin im Ortsteil Labarthe

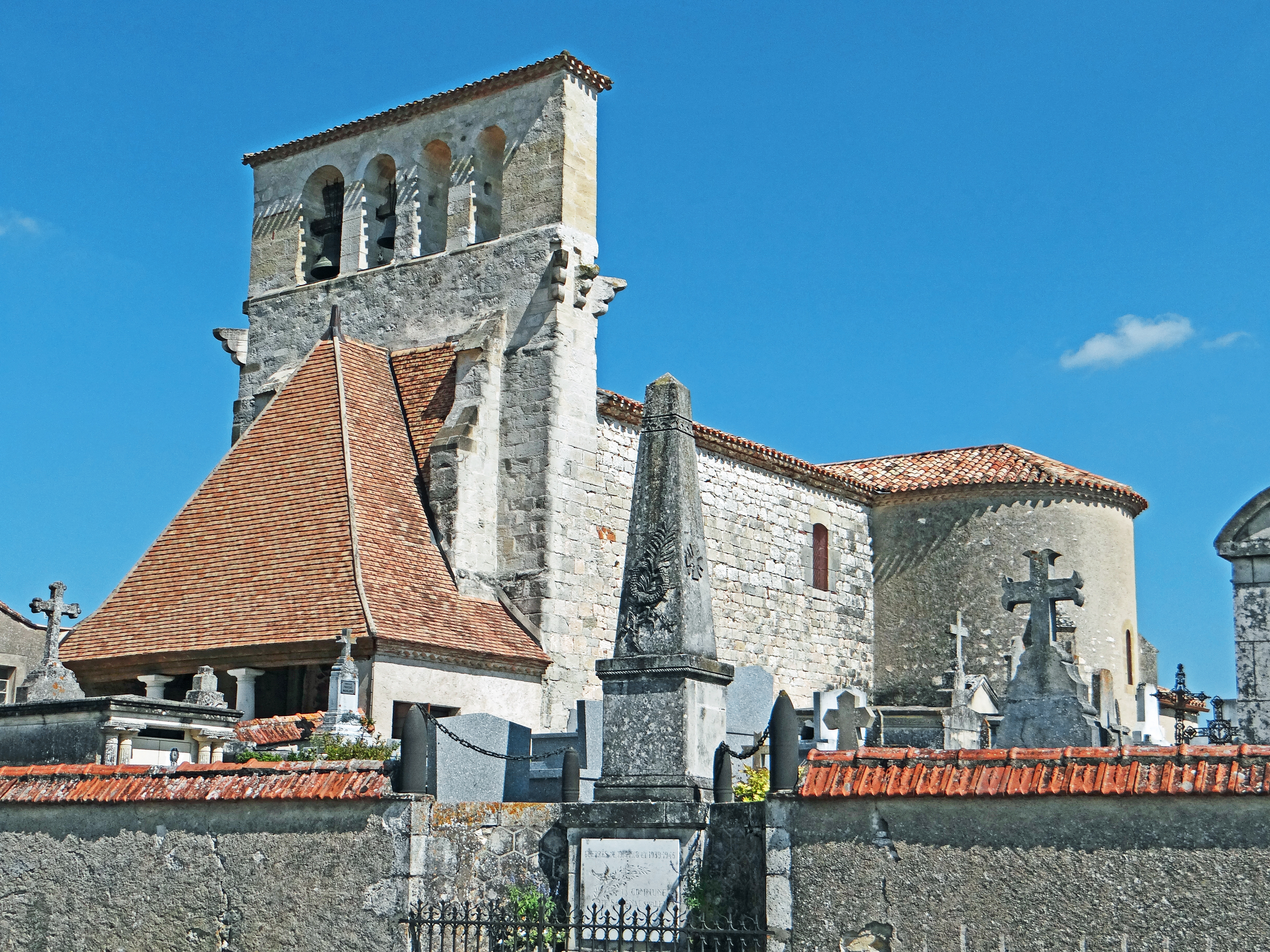
Kirche Saint-Jean-Baptiste
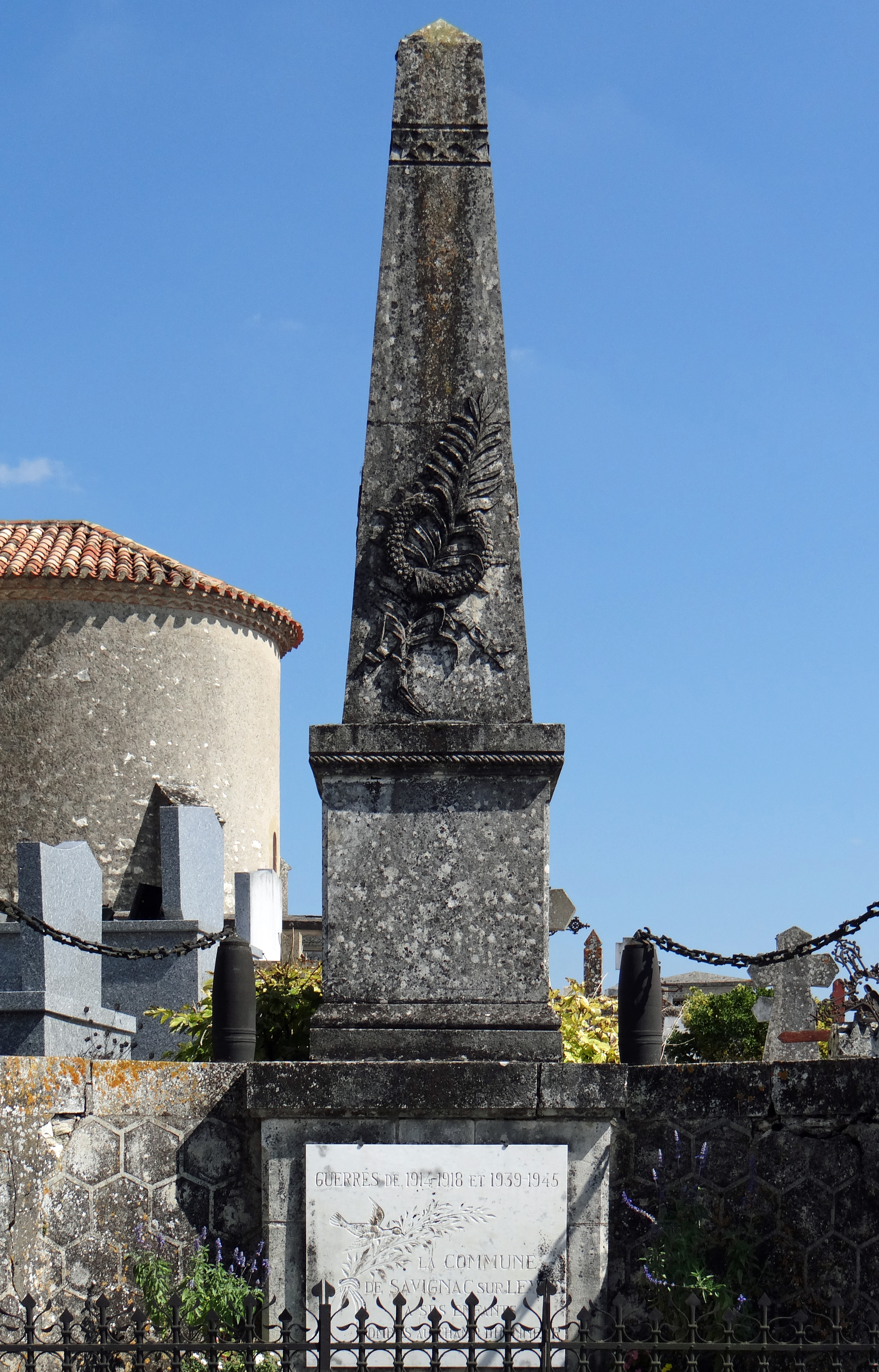
Gefallenendenkmal